# Daniel Watterson
Daniel Watterson (Wellington, 6 marzo 1991) è un attore neozelandese.

## Biografia
Daniel Watterson si è laureato presso l'Actor's Program nel 2014. Ha conseguito una laurea triennale con doppia specializzazione in teatro e letteratura inglese e una laurea in giurisprudenza con lode.
L'attore ha iniziato a farsi conoscere nelle stagioni inaugurali sold-out de La dodicesima notte e Romeo e Giulietta al Pop Up Globe. A teatro recita anche in Things I Know to Be True presso il Circa Theatre, Venus in Fur e Les Liaisons Dangereuses presso il Court Theatre, The Effect presso il Q Theatre, Close City presso il Basement, Lucrece presso il ASC e Ain't That A Bitch presso il Garnet Theatre.
Come attore, recita nelle serie televisive Sweet Tooth e The New Legends of Monkey per Netflix e in Playboy americano: la storia di Hugh Hefner, Dirty Laundry e Power Rangers Beast Morphers. Compare inoltre nel film Falling Inn Love - Ristrutturazione con amore per Netflix.

## Vita privata
L'attore è sposato con l'attrice Amber-Rose Henshall, conosciuta sul set di Power Rangers Beast Morphers.

## Filmografia

### Cinema
- Avatar, regia di James Cameron (2009) (non accreditato)
- 119 giorni alla deriva (Abandoned), regia di John Laing (2015)
- Falling Inn Love - Ristrutturazione con amore, regia di Roger Kumble (2019)
- Fairy Story, regia di Cael Cormac – cortometraggio (2022)
- The Jewellers - A Michael Hill Film, regia di Sir Michael Hill – cortometraggio (2022)
- Power Rangers - Una volta e per sempre, regia di Charlie Haskell (2023)
- A Mistake, regia di Christine Jeffs (2024)
- Heart Eyes, regia di Josh Ruben (2025)

### Televisione
- Dirty Laundry – serie TV, 8 episodi (2016)
- Playboy americano: la storia di Hugh Hefner (American Playboy: The Hugh Hefner Story) – serie TV, 10 episodi (2017)
- Why Does Love?, regia di Peter Waller – film per la TV (2017)
- Dear Murderer – serie TV, 1 episodio (2017)
- The New Legends of Monkey – serie TV, 4 episodi (2018)
- James Patterson's Murder Is Forever – serie TV, 1 episodio (2018)
- Westside – serie TV, 2 episodi (2019)
- Ablaze, regia di Cyril Fender – film per la TV (2019)
- Power Rangers Beast Morphers – serie TV, 2 episodi (2019)
- Teine Sa – mini serie TV, 1 episodio (2021)
- Sweet Tooth – serie TV, 1 episodio (2023)